# بن حليمة روان
 بن حليمة روان (1979 الجزائر) هو لاعب كرة قدم جزائري.

## روابط خارجية
- بن حليمة روان على موقع قاعدة بيانات كرة القدم.إي يو (الإنجليزية)
- بن حليمة روان على موقع ناشيونال فوتبول تيمز (الإنجليزية)